# Jean Taillandier (calciatore)
Jean Taillandier (Auzances, 22 gennaio 1938) è un ex calciatore francese, di ruolo portiere.